# Ozola
Ozola is een geslacht van vlinders uit de familie van de spanners (Geometridae). De wetenschappelijke naam van het geslacht is voor het eerst geldig gepubliceerd in 1862 door Francis Walker.
Deze vlinders met een lang slank lichaam en vrij lange poten komen hoofdzakelijk voor in Zuid-Azië (India, Sri Lanka, de Indonesische Archipel), Polynesië en Noord-Australië. Enkele soorten zijn aangetroffen in Japan (Ozola japonica) en Zuid-Afrika (Ozola pulverulenta).

## Soorten
- O. acrophaea Meyrick, 1886
- O. acutata Walker, 1862
- O. albimacula Warren, 1897
- O. apparata Prout, 1928
- O. atrofasciata Pagenstecher, 1884
- O. auranticeps Prout, 1916
- O. basisparsata Walker, 1863
- O. bradleyi Fletcher, 1957
- O. concreta Prout, 1931
- O. convergens Warren, 1905
- O. decolorata Warren, 1897
- O. defectata Inoue, 1971
- O. eurycraspis Prout, 1922
- O. exigua Swinhoe, 1902
- O. exotrigonia Prout, 1929
- O. extersaria Walker, 1861
- O. falcipennis Moore, 1888
- O. hesperias Meyrick, 1886
- O. hollowayi Scoble & Sommere, 1988
- O. impedita Walker, 1861
- O. indefensa Warren, 1899
- O. inexcisata Fryer, 1912
- O. intransilis Prout, 1928
- O. japonica Prout, 1910
- O. leptogonia Hampson, 1902
- O. liwana Sommerer, 1995
- O. macariata Walker, 1863
- O. microniaria Walker, 1862
- O. minor Moore, 1888
- O. minuta Wiltshire, 1990
- O. niphoplaca Meyrick, 1886
- O. occidentalis Prout, 1916
- O. pannosa Holloway, 1976

- O. pica Wileman & South, 1921
- O. picaria Swinhoe, 1892
- O. plana Warren, 1894
- O. prouti Holloway, 1976
- O. pulverulenta Warren, 1897
- O. pyraloides West, 1930
- O. ramifascia Prout, 1922
- O. sinuata Warren, 1897
- O. sinuicosta Prout, 1910
- O. spilotis Meyrick, 1897
- O. submontana Holloway, 1976
- O. violacea Warren, 1912